# Patuljasti cvrčci
Patuljasti cvrčci (Cicadellidae) su maleni insekti, najčešće jarkih boja, koji se hrane biljnim sokovima tako da mogu da budu prenosioci biljnih bolesti.
Jedni su od najrasprostranjenijih i najotpornijih insekata. Žive po celom svetu i često u velikim rojevima napadaju razne biljke. Oni isto kao i njihovi srodnici štitaste i lisne vaši sisaju biljne sokove.

## Životni ciklus
Patuljasti cvrčci su srodnici cvrčaka (Cicadidae), čija pesma odzvanja noću u toplijim i tropskim krajevima. Pre pedesetak godina istraživači su otkrili da se i patuljasti cvrčci oglašavaju, ali ljudsko uho te glasove ne može da čuje bez tehničke pomoći. Međutim te glasove pojačavaju biljke na kojima sede, a oni isto kao i kod cvrčaka služe za privlačenje partnera.
Kod većine vrsta patuljastih cvrčaka mužjaci i ženke se naizmenično dozivaju. Pritom ženka ostaje na svom mestu, a mužjak je traži. Posle parenja ženka pomoću legalice, izduženog organa koji se nalazi na zadnjem delu, polaže oplođena jajašca u tkivo neke biljke. Jajašca tamo ostaju sve do proleća.
Patuljasti cvrčci se ubrajaju u hemimetaboličke insekte, odnosno one koji u svom razvoju nemaju stadium lutke. Iz jaja se izlegnu larve, beskrilna minijaturna izdanja svojih roditelja, koje neprekidno jedu sve dok ne odrastu.
Pre nego što se pretvore u odrasle insekte sa krilima, koji su polno zreli, prolaze kroz pet do šest faza presvlačenja. Odrasli patuljasti cvrčci ne žive ni godinu dana jer uginu početkom zime, prethodno položivši jajašca iz kojih će sledećeg proleća da se razvije nova generacija ovih insekata.

## Potporodice
Patuljasti cvrčci se dele na 25 potporodica:
- Aphrodinae
- Bathysmatophorinae
- Cicadellinae
- Coelidiinae
- Deltocephalinae
- Errhomeninae
- Euacanthellinae
- Eurymelinae
- Evacanthinae
- Hylicinae
- Iassinae
- Jascopinae
- Ledrinae
- Megophthalminae
- Mileewinae
- Nastlopiinae
- Neobalinae
- Neocoelidiinae
- Nioniinae
- Phereurhininae
- Portaninae
- Signoretiinae
- Tartessinae
- Typhlocybinae
- Ulopinae

## Značajne osobine
Telesne mere
·        Dužina: neki i do 15mm, prosečno 2-10mm
·        Krila: 2 para
·        Oči: male složene oči
·        Boja: najčešće svetlozelena; neke vrste su jarkih boja
Razmnožavanje
·        Vreme parenja: pred kraj leta
·        Jajašca: ženka polaže jajašca u malim gomilama u tkivo biljaka
·        Razvoj larvi: u zavisnosti od temperature, ponekad traje sve do proleća
Način života
·        Ponašanje: živi u velikim grupama
·        Hrana: biljni sokovi
·        Životni vek: manje od godinu dana
Srodne vrste
·        Porodica patuljastih cvrčaka (Cicadellidae) obuhvata oko 5.000 vrsta rasprostranjenih širom sveta. U Evropi živi oko 300 vrsta.

## Karakteristike
Patuljasti cvrčci su sa oko 5.000 vrsa rasprostranjenih po čitavom svetu najbrojnija porodica cvrčaka. Kao i ostali pripadnici podreda Auchenorrhyncha (jednokrilci), oni u svom razvoju ne prolaze kroz staduim lutke.
Većina vrsta su mali zeleni insekti, ali ima i onih koji imaju jarke boje. Tako su npr. rododendronski patuljasti cvrčci tirkiznoplave i narandžaste boje. Patuljasti cvrčci su živahni isekti koji mogu da hodaju i bočno, daleko skaču i odlično lete. U mirovanju su im krila izad tela složena tako da podsećaju na krov kuće.
Patuljasti cvrčci ne liče na svoje srodnike lisne vaši, koje takođe spadaju u podred Auchenorrhyncha (jednokrilci) i koje, kao i oni, sisaju biljne sokove.

### Literatura
- Enciklopedija životinja